# Mustang (paard)

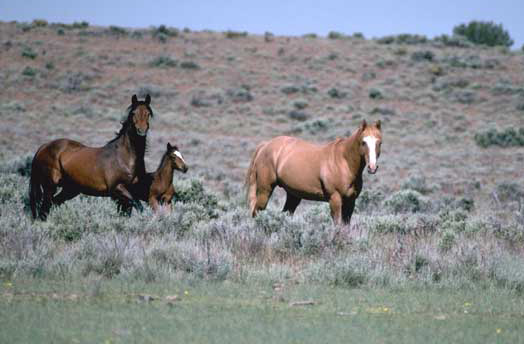
Wilde hengst een deel kudde merries in West Warm Springs HMA, Oregon, VS

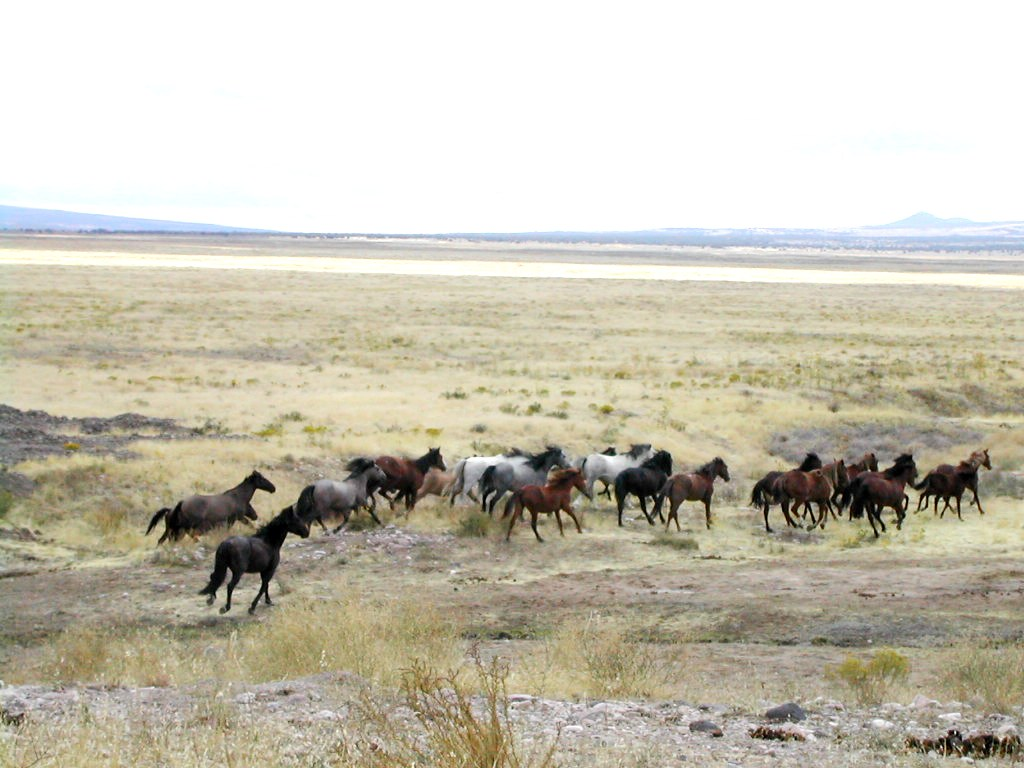
Mustangs in Noord-Utah, 2005

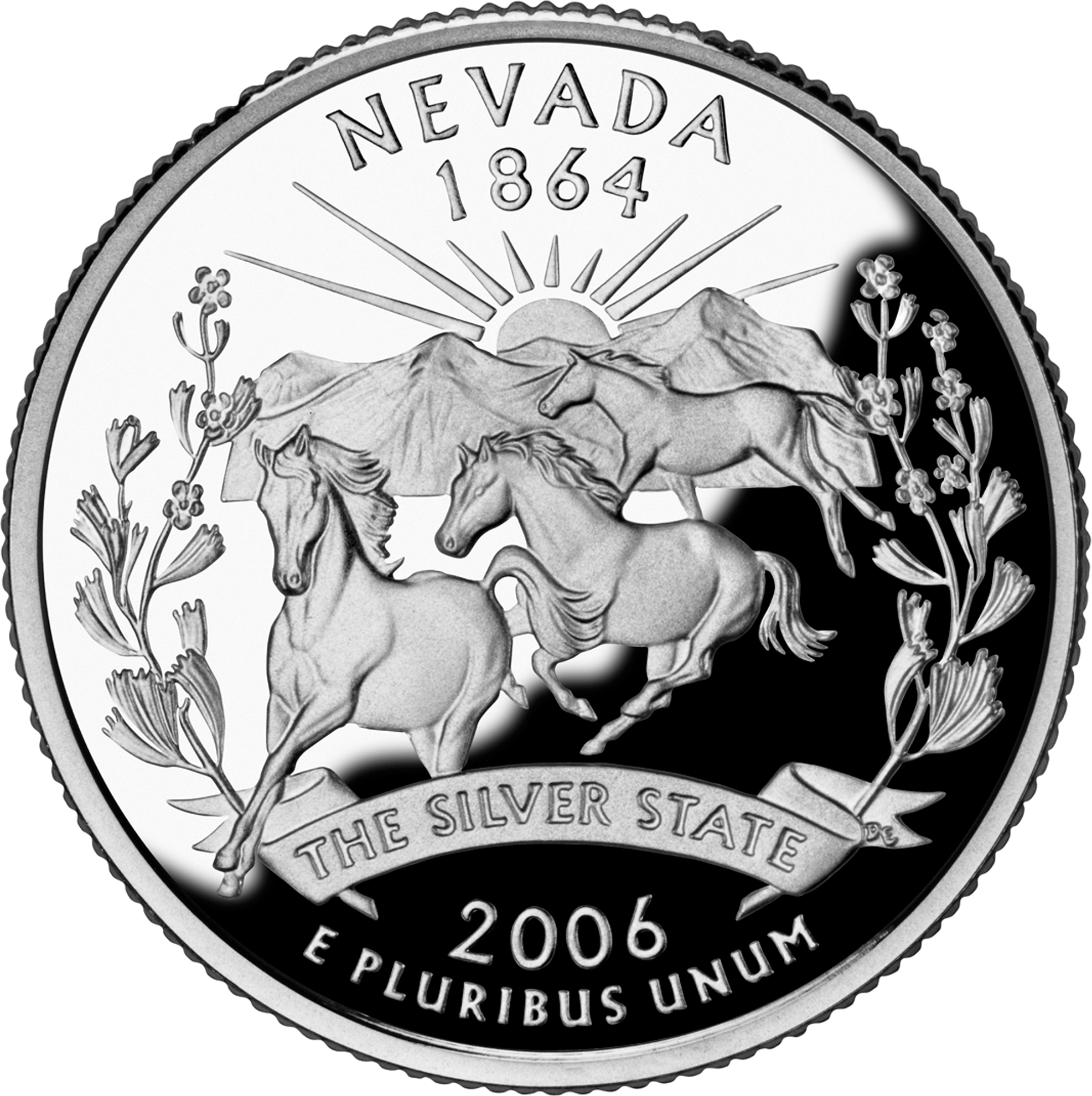
Een Amerikaanse kwartdollar uit 2006 uit Nevada (Nevada's State Quarter) beeldt op de achterzijde de mustang af

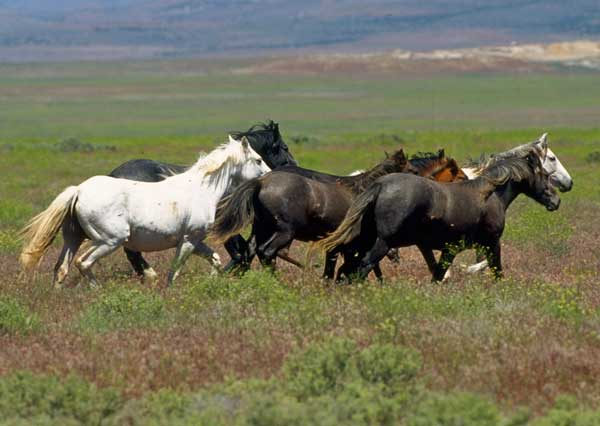
Mustangs

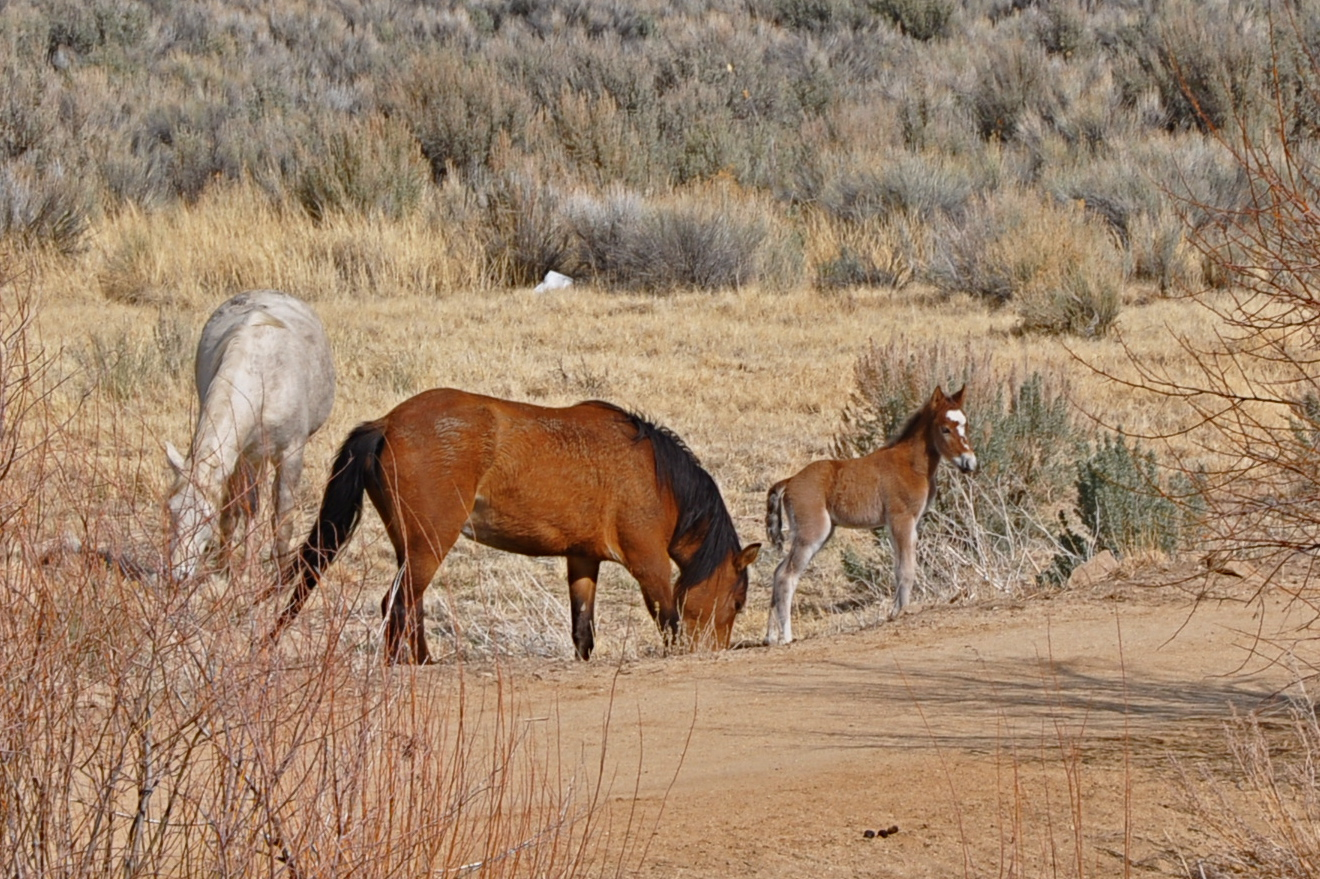
Mustangs

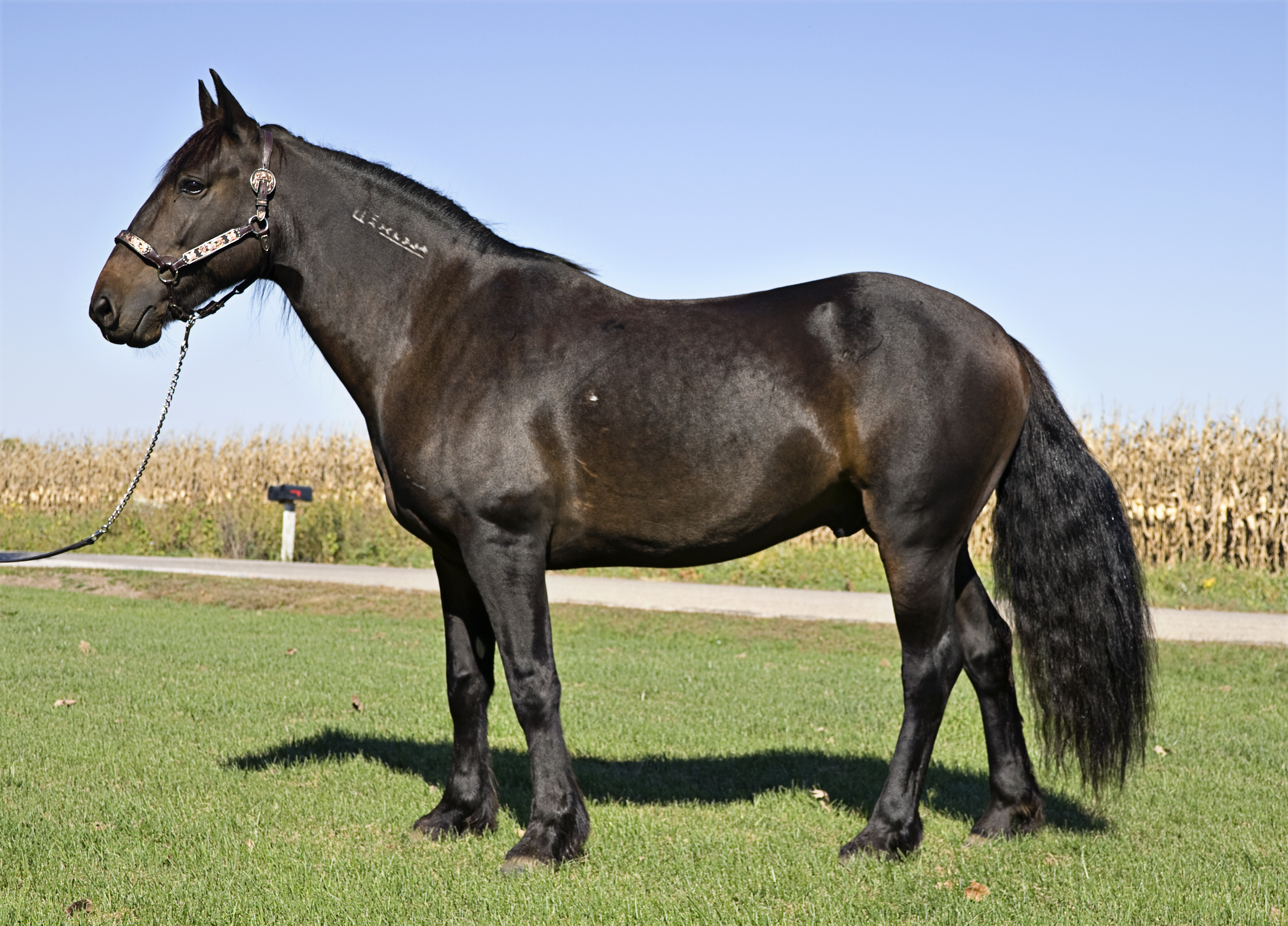
Mustang (ruin)

De mustang is een ras van rondzwervende paarden die vooral te vinden zijn in het westen van Noord-Amerika. De eerste voorouders van het ras waren gedomesticeerde paarden die in Amerika ingevoerd werden door de Spaanse en Portugese conquistadores (veroveraars).

## Betekenis
Met mustangs duidt men in de literatuur en in dagelijks taalgebruik vaak 'wilde paarden' aan. Maar het gaat hier in feite om verwilderde gebruikspaarden, omdat alle huidige in het wild rondzwervende paarden in Amerika afstammen van paarden die oorspronkelijk gedomesticeerd waren. In een ver verleden waren er al paarden in Noord-Amerika. Dit is gebleken uit fossiele skeletten, maar sinds de laatste IJstijd, ongeveer 10.000 jaar geleden, zijn deze paarden uitgestorven. Hierdoor waren er geen paarden meer op het Amerikaanse continent tot de komst van de conquistadores eind 15e eeuw en begin 16e eeuw. Sommige theoretici beschouwen daarom de mustang in Amerika als een geherintroduceerde diersoort die van nature in het ecosysteem thuishoort.

## Geschiedenis

### Eerste mustangs
De eerste mustangs stamden af van Spaanse paarden die door conquistadores rond de 16e eeuw waren ingevoerd in Mexico. Het grootste deel van deze paarden was afkomstig van rassen als andalusiër, Arabische volbloed en berber. Sommige van deze paarden ontsnapten of werden losgelaten. Soms wellicht ook geruild met of gestolen door indianen en zo raakten ze snel verspreid over het westelijk gedeelte van Noord-Amerika. Er zijn aanwijzingen dat de inheemse stammen verscheidene oeroude mythen over paarden kenden. Sommige indianen beweerden dat 'het gras zich de paarden herinnerde'.
De indianen gingen al snel het paard gebruiken voor transportdoeleinden. Het verving de hond als trekdier en verbeterde als rijdier de kans op succes in gevechten, handel en jacht, in het bijzonder de jacht op bizons. Sommige stammen begonnen eigen paarden te fokken. De beste paardenfokkers waren de leden van de Comanche- en Shoshone-stammen. De Nez Percé waren bijzonder goede fokkers en ontwikkelden een van de eerste echte Amerikaanse rassen: de appaloosa.

### Evolutie van de mustangs
Gedurende het hele koloniale tijdperk tot en met de westelijke uitbreiding van de Verenigde Staten in de 19e eeuw werden paarden door ontdekkingsreizigers, handelaren en kolonisten naar Amerika geïmporteerd en werden nakomelingen vrijgelaten of wisten te ontsnappen. Zo vulden ze de genenpoel van de kuddes die van Spaanse afkomst waren aan. Het kwam voor dat veehouders in de westelijke gebieden in de winter hun paarden loslieten en voor zichzelf lieten zorgen en dan in de lente die paarden of gelijkwaardige mustangs terugvingen. Sommige veehouders probeerden ook de eigenschappen van de wilde paarden te 'verbeteren' door de dominante hengst te elimineren en te vervangen door dieren van hun eigen voorkeur. In sommige gevallen hielp dit inteelt te voorkomen, vooral in gebieden waar de kuddes genetisch geïsoleerd konden raken tijdens periodes van grote droogte. Op andere plaatsen werden gedomesticeerde paarden in de kudde geplaatst die niet geschikt waren voor het leven op de prairie, zoals rassen van zware trekpaarden. Dit leidde tot een dramatische teruggang van de populaties en een daling van kwaliteit onder de dieren die erin slaagden te overleven.

### Moderne mustang
Aan het begin van de 20e eeuw had Noord-Amerika volgens schatting nog twee miljoen rondzwervende paarden. Mustangs werden bij tijden nog gezien als een goede buit. Ze konden zelf gebruikt worden of verkocht (vooral aan het leger) of geslacht om als voeding te dienen, vooral voor huisdieren. De paarden waren later niet meer in trek als rijdier en hadden geringe handelswaarde. Het omstreden mustanging (mustangs doden) werd verfilmd in The Misfits van John Huston. Dit soort misbruik, waaronder de jacht vanuit vliegtuigen en het gebruik van gif, leidde in 1959 tot de eerste federale wet ter bescherming van de rondzwervende paarden. Deze wet werd later samengevoegd met de Wet voor de Bescherming van het Wilde Rondzwervende Paard en de Burro (verwilderde ezel) van 1971. Het Amerikaans Congres omschreef daarin de wilde paarden als "levende symbolen van de geschiedenis en de pioniersgeest van het Westen [... ] die [... ] tot de verscheidenheid van de levende wezens in dit land bijdragen en het leven van het Amerikaanse volk verrijken".

### Ondersoorten
De mustang is een heterogeen ras met diverse ondersoorten. Rassen waarvan beweerd wordt dat zij nog sterk op de originele Iberische voorouders lijken zijn de Spanish mustang, de Kiger mustang en de Pryor Mountain mustang.

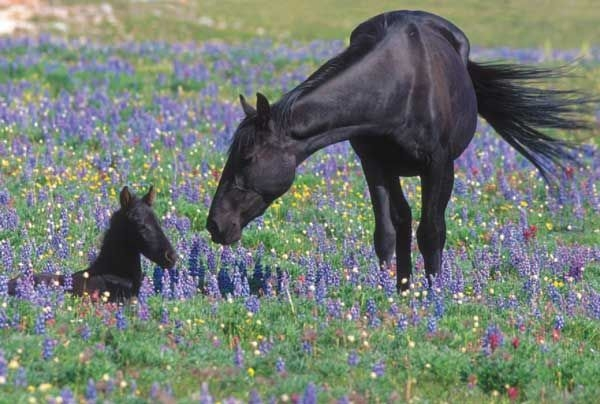
Pryor Mountain mustang

## Etymologie
Het Engelse woord mustang is afgeleid van het Mexicaans-Spaanse woord mestengo, dat komt van het Spaanse mesteño (gemengd ras). Dit betekende ook 'dier zonder bezitter' en werd de algemene aanduiding voor de in vrijheid levende paarden.

### Vernoemingen
Vanwege de symboolkracht van het wilde paard uit het westen van Amerika met eigenschappen als vrijheid, onafhankelijkheid, bevalligheid, kracht en snelheid werd de naam 'mustang' populair als merknaam voor bijvoorbeeld motorfietsen, auto's (de Ford Mustang) en vliegtuigen en als mascotte van verenigingen.
De term 'mustang' verwijst in het Amerikaanse leger naar een officier die (oorspronkelijk) als dienstplichtige (dus niet als beroepsmilitair met een dure opleiding) is toegetreden en dus voornamelijk op basis van zijn eigen prestaties promotie heeft gemaakt en helemaal onderaan de rangorde is begonnen. Ze zijn over het algemeen ouder en ervarener dan officieren die van de militaire academie komen. Hoewel mustangs vrijwel nooit de generaalsrang bereiken, zijn er voorbeelden bekend van mustangs die het tot majoor of kolonel hebben geschopt.